# Safsafijja
Safsafijja (arab. صفصافية) – miejscowość w Syrii, w muhafazie Hama. W 2004 roku liczyła 5062 mieszkańców.